# Karađorđević Ilona szerb királyi hercegnő
Karađorđević Ilona szerb királyi hercegnő (szerbül: Принцеза Јелена Карађорђевић / Princeza Jelena Karađorđević, oroszul: Kнягиня Елена Петро́вна Романова; Fiume, 1884. november 4. – Nizza, 1962. október 16.) szerb királyi hercegnő, házassága révén orosz hercegné.

## Élete

### Származása és ifjúkora
Ilona királyi hercegnő 1884 novemberében született I. Péter szerb király és Petrović-Njegoš Zorka montenegrói hercegnő első gyermekeként és egyben egyetlen leányaként. Édesanyja korai halála után a hercegnőt anyai nagynénje, Milica és Anasztázia hercegnők gondjára bízták. Milica és Anasztázia mindketten Szentpétervárott éltek, ahová kisgyermekként kerültek politikai okból. Később orosz nagyhercegekhez mentek nőül, így maradva Oroszországban. Mikor Ilona hercegnő hozzájuk került, beíratták egykori iskolájukba, a jómódú leányok számára fenntartott Szmolnij Intézetbe. „Igen szép arcú, ámbár egyszerű leány volt, gyönyörű sötét szemekkel, igen csendes és kedves a maga módján” – írta a hercegnőről a cár leányainak nevelőnője, Margaretta Eagar.
Ilona hercegnő a Szmolnij elvégzése után a Szentpétervári Egyetemen orvostudományt hallgatott. A kor szelleme szerint a hercegnő forradalmi döntést hozott, mikor beiratkozott az egyetemre. Tanulmányait csak első gyermeke születésekor hagyta abba.

### Házassága és gyermekei

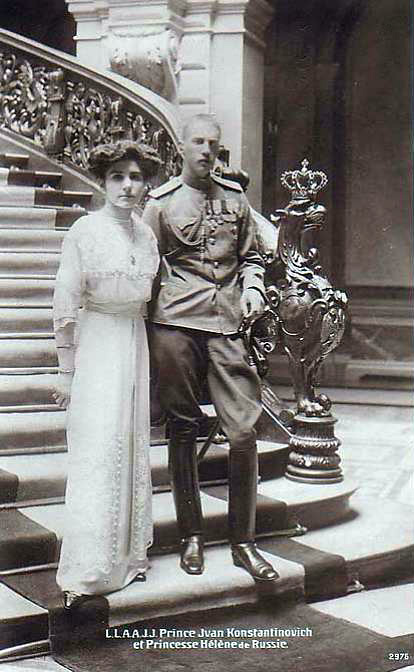
Ivan Konsztantyinovics herceg és Jelena Petrovna hercegné eljegyzési fényképe

Ilona hercegnő 1911-ben találkozott először Ivan Konsztantyinovics orosz herceggel. Ilona hercegnő nagynénjénél, Ilona olasz királynénál ismerkedtek meg egy családi összejövetelen, és Ivan Konsztantyinovics érdeklődését nyomban magára vonta a hercegnő. A herceg leánykérése meglepetésként hatott, teljesen ellenkezve addigi mély vallásosságából fakadó egyházi terveivel. Ilona hercegnő oroszországi használatra a „Jelena Petrovna” nevet választotta; menyegzőjükre 1911. szeptember 3-án került sor az utolsó olyan házasságkötésként, mely cári beleegyezéssel született meg. Noha Jelena Petrovna élénk, temperamentumos személyisége ellentétben állt Ivan herceg természetével, kapcsolatuk boldogan, harmonikusan alakult. Két gyermekük született:
- Vszevolod Ivanovics herceg (1914. január 20. – 1973. június 18.), háromszor nősült
- Jekatyerina Ivanovna hercegnő (1915. július 12. – 2007. március 13.), házassága révén di Villaforesta őrgrófné.

### Rabsága, száműzetésben
Az első világháborút követő forradalom kitörése után Jelena Petrovna önként követte férjét a szibériai rabságba. Ivan herceggel együtt tartották fogságban nagynénjét, Jelizaveta Fjodorovna nagyhercegnét, valamint nagybátyját, Dmitrij Konsztantyinovics nagyherceg, illetve öccseit, Igor és Konsztantyin hercegeket. Mindannyiukat egy nappal II. Miklós cár és családja meggyilkolása után, 1918. július 18-án végezték ki egy alapajevszki bányában.
Maga Jelena hercegné férje rábeszélésére visszatért két kisgyermekéhez, akikre addig nagyanyjuk, Jelizaveta Mavrikijevna nagyhercegné felügyelt. A helyi bolsevik vezetés engedélyezte ugyan a hercegné számára Alapajevszk elhagyását, de Jelena Petrovnát Jekatyerinburgban letartóztatták, és egy permi börtönbe vitték. A börtönbe állítólag bevittek hozzá egy fiatal leányt azzal, hogy mondja meg, azonos-e Anasztaszija Nyikolajevna nagyhercegnővel, a cár holtnak hitt legifjabb leányával; ám Jelena hercegné nem ismerte fel benne unokahúgát.
A hercegné gyermekei nagyanyjukkal Viktória svéd királyné segítségével kijutottak az országból, és Stockholmban leltek menedékre. Maga Jelena Petrovna átkerült a moszkvai Kreml egyik fogdájába. Anyósa kijárta a svéd királyi családnál, hogy közös svéd–norvég diplomáciai nyomásra a bolsevik vezetés szabadon engedje a hercegnét. Csatlakozott gyermekeihez, akiket Jelizaveta Mavrikijevna nagyhercegné segítségével nevelt fel. Miután mindkét gyermeke önálló életet kezdett, a hercegné a legtöbb orosz emigránshoz hasonlóan Franciaországban telepedett le. Férje emlékét megőrizte, soha nem házasodott meg újból. Az özvegy orosz hercegné Nizza városában hunyt el 1962. október 16-án.
Vszevolod Ivanovics herceg 1939 májusában oltár elé vezette Lady Mary Lygon angol arisztokratát, férjezett Romanovszkaja-Pavlovszkaja hercegnét, akitől 1956-ban elvált. Még abban az évben nőül vette a magyar származású Emilia de Gosztonyit; frigyük felbontását 1961-ben mondták ki. Szintén 1961-ben lépett házasságra Valli Knusttal, férjezett Romanovszkaja-Knuszt hercegnével. Vszevolod Ivanovics hercegnek egyik házasságából sem származott gyermeke. Jekatyerina Ivanovna hercegnő 1937-ben ment feleségül Ruggero Farace di Villaforesta márkihoz, akitől három gyermeke született. A pár 1945-ben elkülönült egymástól, noha válásukat soha nem mondták ki.